# Bohuš
Bohuš je mužské křestní jméno českého původu. Vzniklo jako domácí varianta jmen začínajících na Boh- (Bohumil, Bohumír, Bohuslav). Další variantou jména je Bohun.
Podle českého kalendáře má svátek 22. srpna.

## Domácké podoby
K další podobám jmen Bohumil, Bohuslav a Bohumír náleží - Bohouš zdrobnělina Bohoušek (Čechy), Bohuš zdrobnělina Bohušek (Morava), Bohúško (Slovensko), Bohula, Božík, Božek, Míla, Slávek a Mirek.

## V jiných jazycích
- Slovensky: Bohuš
- Srbsky: Bogoš
- Polsky: Bogusz

## Známí nositelé jména
- Karel Bohuš Kober – český sportovec a spisovatel
- Bohuslav z Pardubic (též Bohuš) – 20. probošt litoměřické kapituly
- Bohuš Šimsa – český hudební skladatel, klavírista a publicista
- Bohuš Matuš – český zpěvák
- Bohuš Záhorský – český herec (vlastním jménem Bohumil Záhorský)

## Příjmení
- Andrej Bohuš († 1720) − slovenský jezuita, profesor univerzity v Trnavě
- Ivan Bohuš (1924–2018) – slovenský historik, muzeolog a publicista
- Vincent Bohuš (1900-1990) – slovenský a československý politik, poúnorový poslanec Strany slobody, později vězněný